# Jules Cantini
Jules Cantini (Marsiglia, 2 febbraio 1826 – Marsiglia, 12 dicembre 1916) è stato uno scultore e filantropo francese di origine italiana.

## Biografia
Suo padre, Gaetano Cantini, era un muratore di origine italiana che nel 1823 lavorava alla demolizione dell'acquedotto dell'Huveaune per costruire la Porte d'Aix. Con sua moglie, Thérèse Farci, si stabilirono in rue Longue des Capucins e ebbero diversi figli, tra cui Jules, che era il più giovane. Rimasto orfano nel 1831, Jules entrò nella scuola di disegno nel 1837 e si sposò con Rose Lemasle il 30 settembre 1856.
Iniziò a lavorare nel laboratorio di scultura decorativa di Pierre, suo fratello maggiore, in rue des Beaux-Arts. Utilizzò le cave di marmo rosso di Vitrolles, e successivamente acquistò cave di marmo in Italia, a Carrara, e in Algeria. Dopo la morte del fratello, nel 1851, fece prosperare l'attività, che aveva avviato in avenue du Prado a Marsiglia. Possedeva una segheria di marmo nei distretti di Rouet e Bonneveine. Grazie alle indicazioni di monsignor Louis Robert, vescovo di Marsiglia, scoprì e valorizzò le cave di marmo color avorio.
Egli stesso realizzò molte statuette e opere più grandi in collaborazione con altri artisti, ottenendo commissioni pubbliche e private. Decorò i palazzi di Cyprien Fabre, Victor Régis e Jules Charles-Roux a Sausset-les-Pins, le scale esterne del castello de la Simone della famiglia Rougier a Meyreuil. Partecipò ai lavori di Notre-Dame-de-la-Garde e della nuova Cattedrale de la Major. Nel 1886 donò una statua di San Pietro per una cappella laterale della basilica di Notre-Dame-de-la-Garde. Applicò la policromia, molto in voga all'epoca, a statue, altari di chiese o camini che dovevano essere numerosi se si giudica dal gran numero di disegni che realizzò.
Durante l'Esposizione Universale del 1900 a Parigi, lo Stato francese acquistò una statua prodotta in collaborazione con Ernest Barrias, La natura che si rivela alla Scienza, conservata oggi a Parigi al Museo d'Orsay con la menzione «J. Cantini/Marbres & onyx/Marseille» sul basamento.

### Mecenate

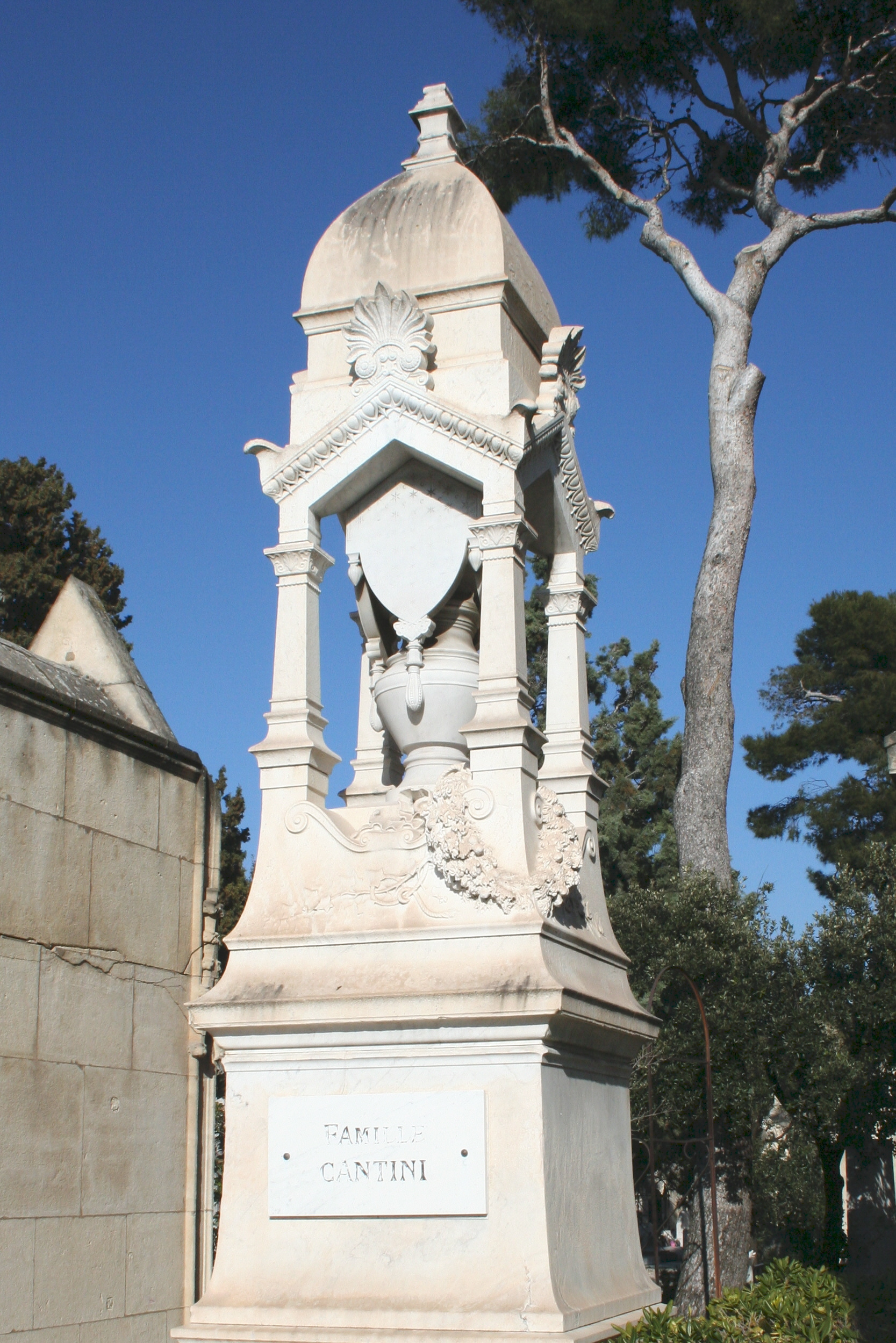
Tomba di Jules Cantini, Marsiglia, cimitero di Saint-Pierre.

Avendo fatto fortuna, divenne un grande mecenate. Donò 100 000 franchi alla Cassa di risparmio per la creazione di libretti. Fu un benefattore della scuola di belle arti dove vennero istituiti diversi premi che portano il suo nome per premiare i giovani scultori.
Con decreto del 17 luglio 1908, venne insignito dell'onorificenza di ufficiale della Legion d'onore.
Nel 1911 offrì alla città di Marsiglia la fontana in Place Castellane, che il suo amico André-Joseph Allar aveva realizzato su suoi disegni. Durante l'inaugurazione, il 12 novembre 1911, il sindaco Bernard Cadenat paragonò Cantini a Crinas: 
. 
Dalle sue botteghe uscì una copia della statua del David di Michelangelo, eretta nel 1949 alla rotonda della spiaggia del Prado a Marsiglia, e una copia di quella del Milone di Crotone di Pierre Puget eretta in Cours Honoré-d'Estienne-d'Orves.

### Scomparsa ed eredità
Morì il 12 dicembre 1916 e lasciò in eredità una trentina di edifici alla città e agli ospedali di Marsiglia, compreso il palazzo in rue Grignan acquistato dalla Compagnie du Cap Nègre. In questo palazzo è ubicato il Museo Cantini, specializzato in arte contemporanea. Il sindaco Eugène Pierre partecipò al suo funerale, così come molte personalità.
Una clinica e un viale di Marsiglia portano il suo nome.

## Opere in collezioni pubbliche
- Marsiglia:
  - Chiesa di Sainte-Agathe des Camoins: altare maggiore, 1866.
  - Piazza Castellane: Fontana Cantini, 1911.
  - Chiesa di Saint-Charles-Borromée: altare maggiore, 1891.

## Galleria d'immagini

André-Joseph Allar, Fontaine Cantini (1911), Marsiglia, place Castellane
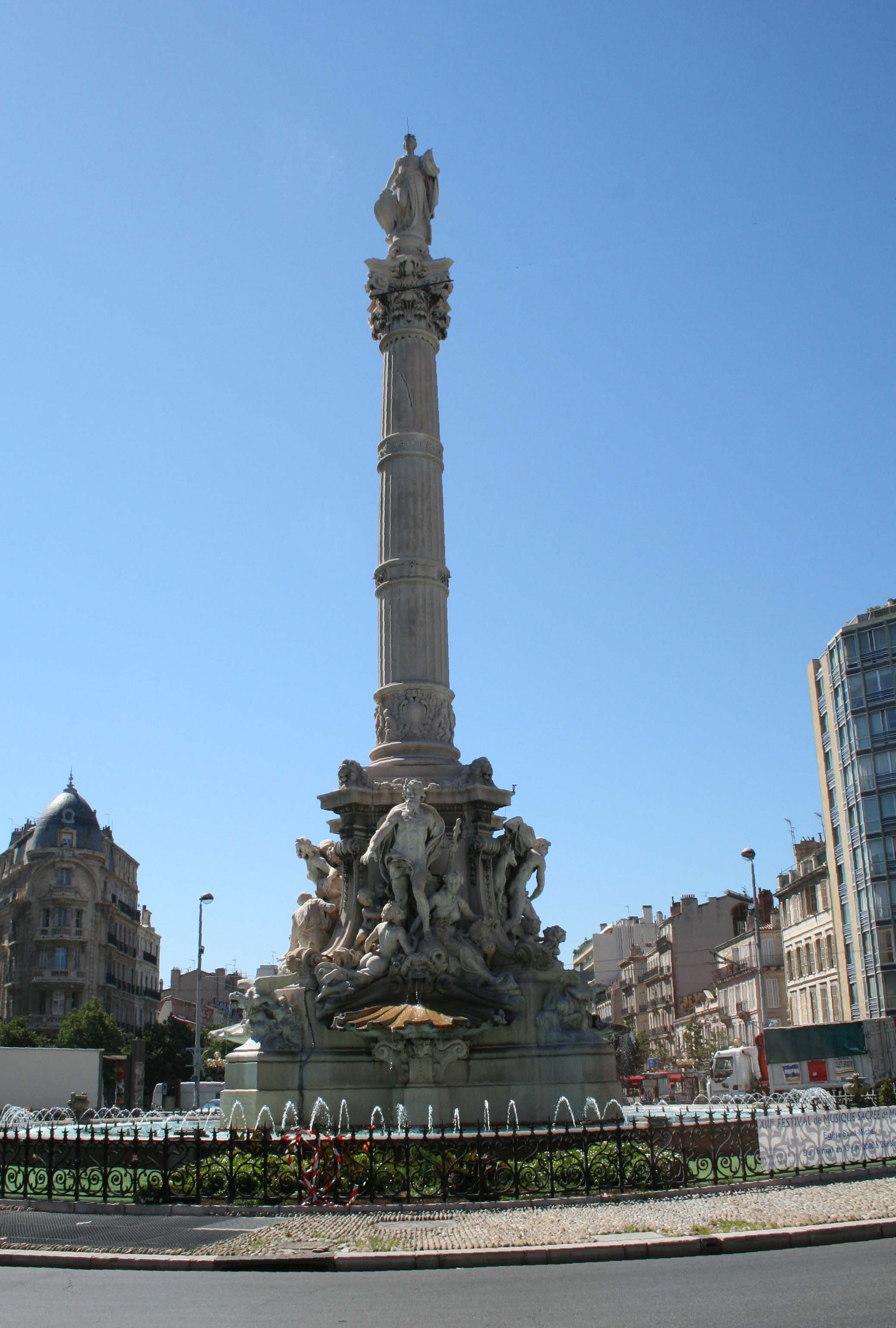
Panoramica.
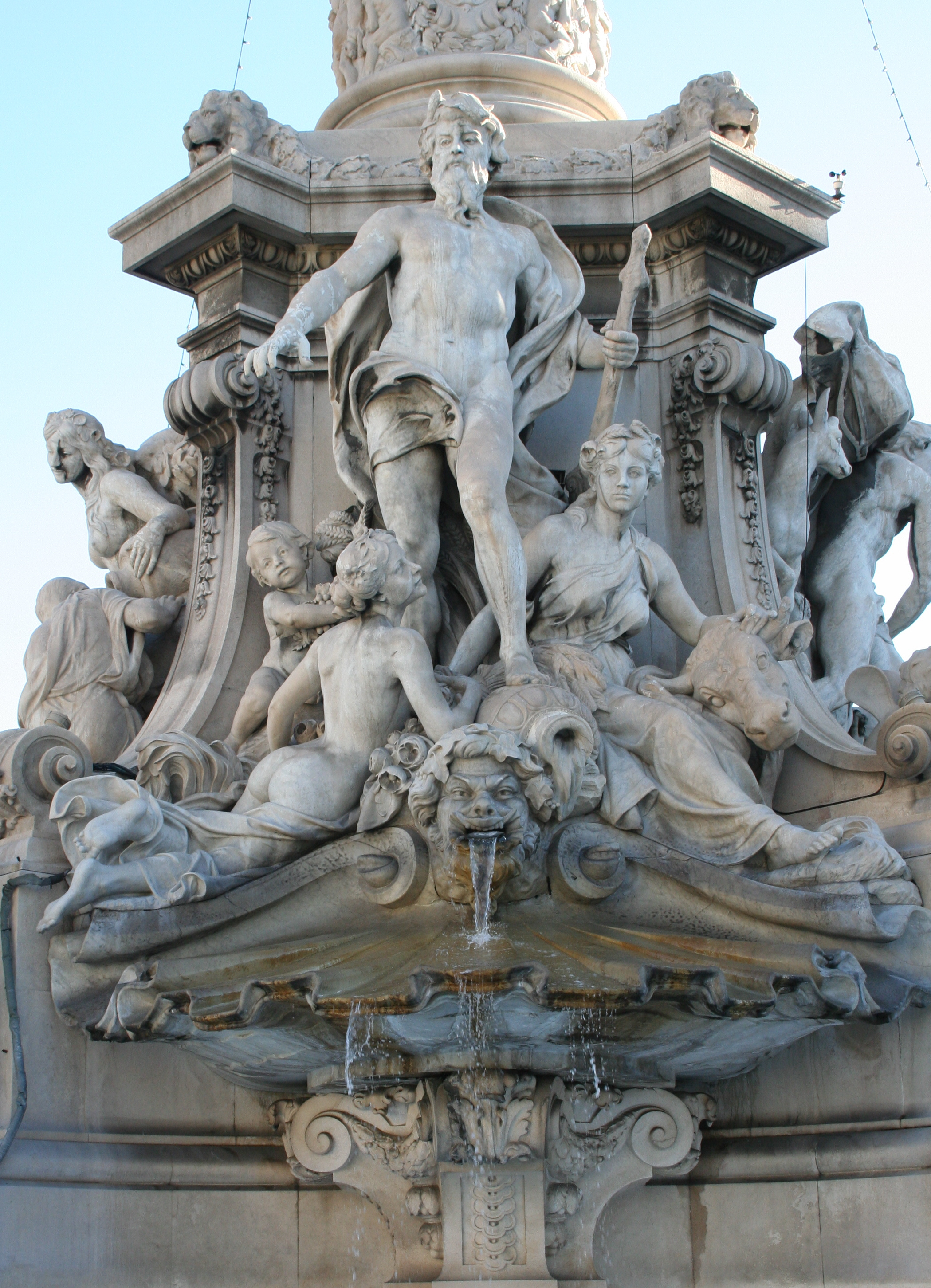
Il Rodano
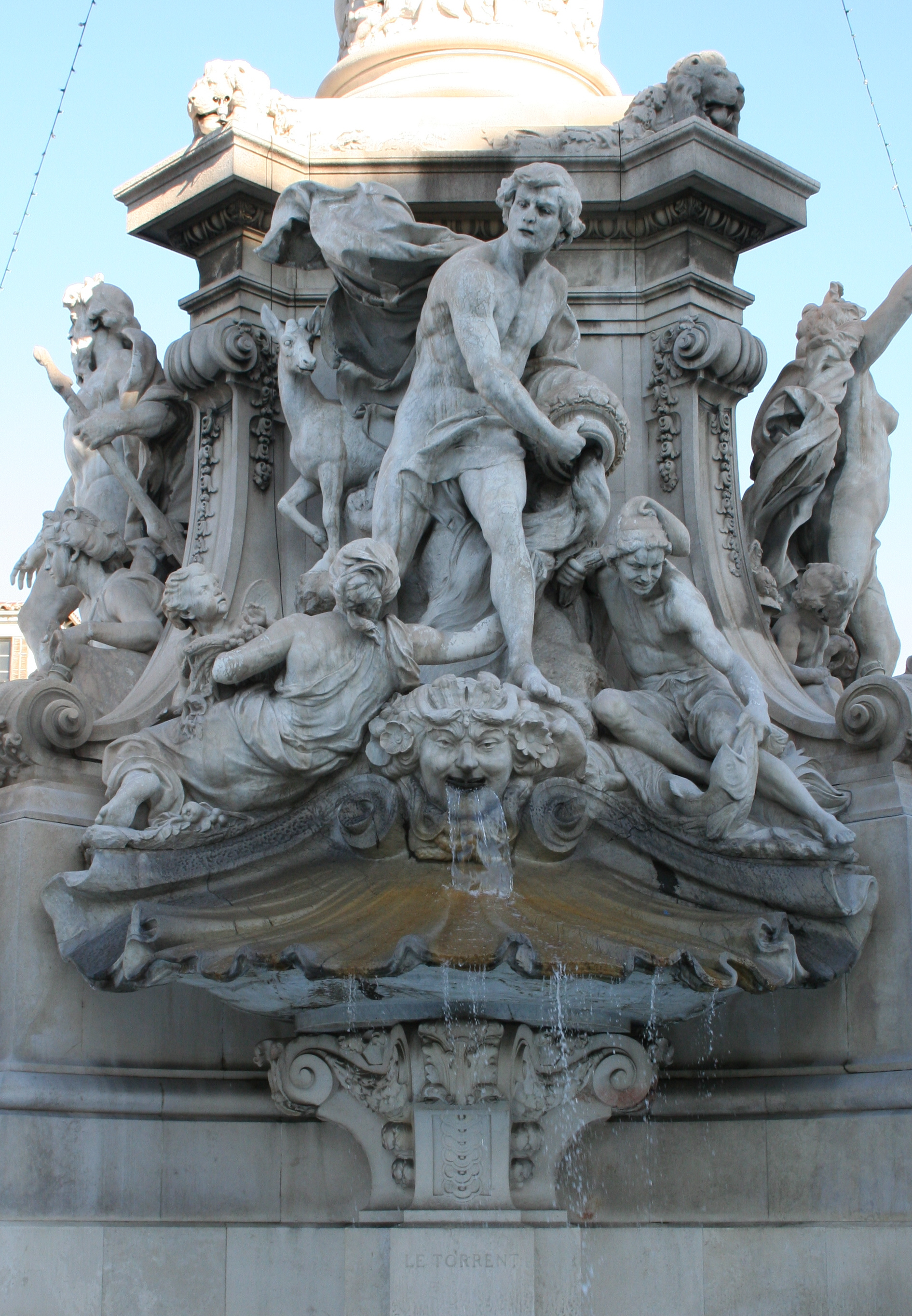
Il torrente
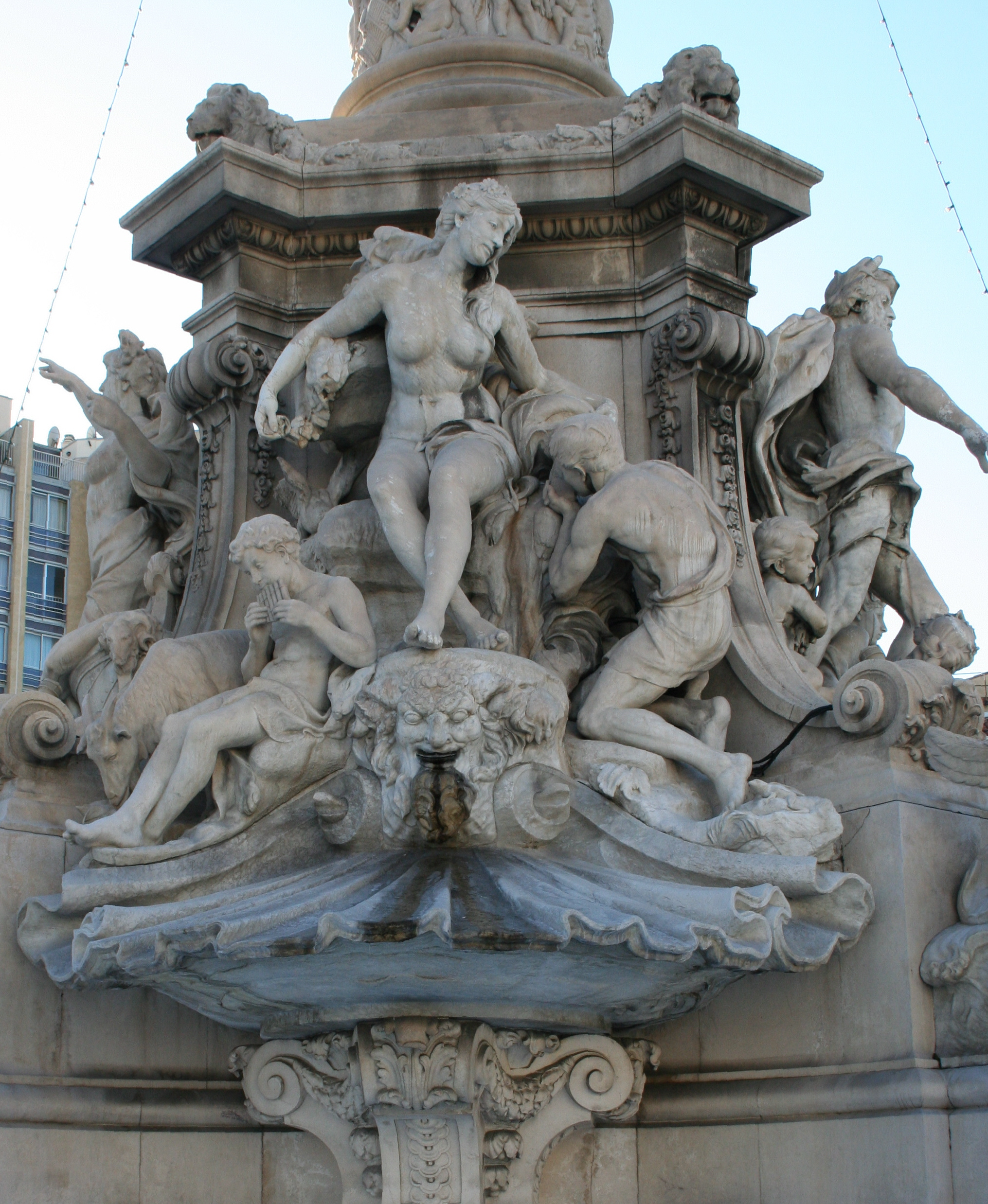
Fonte
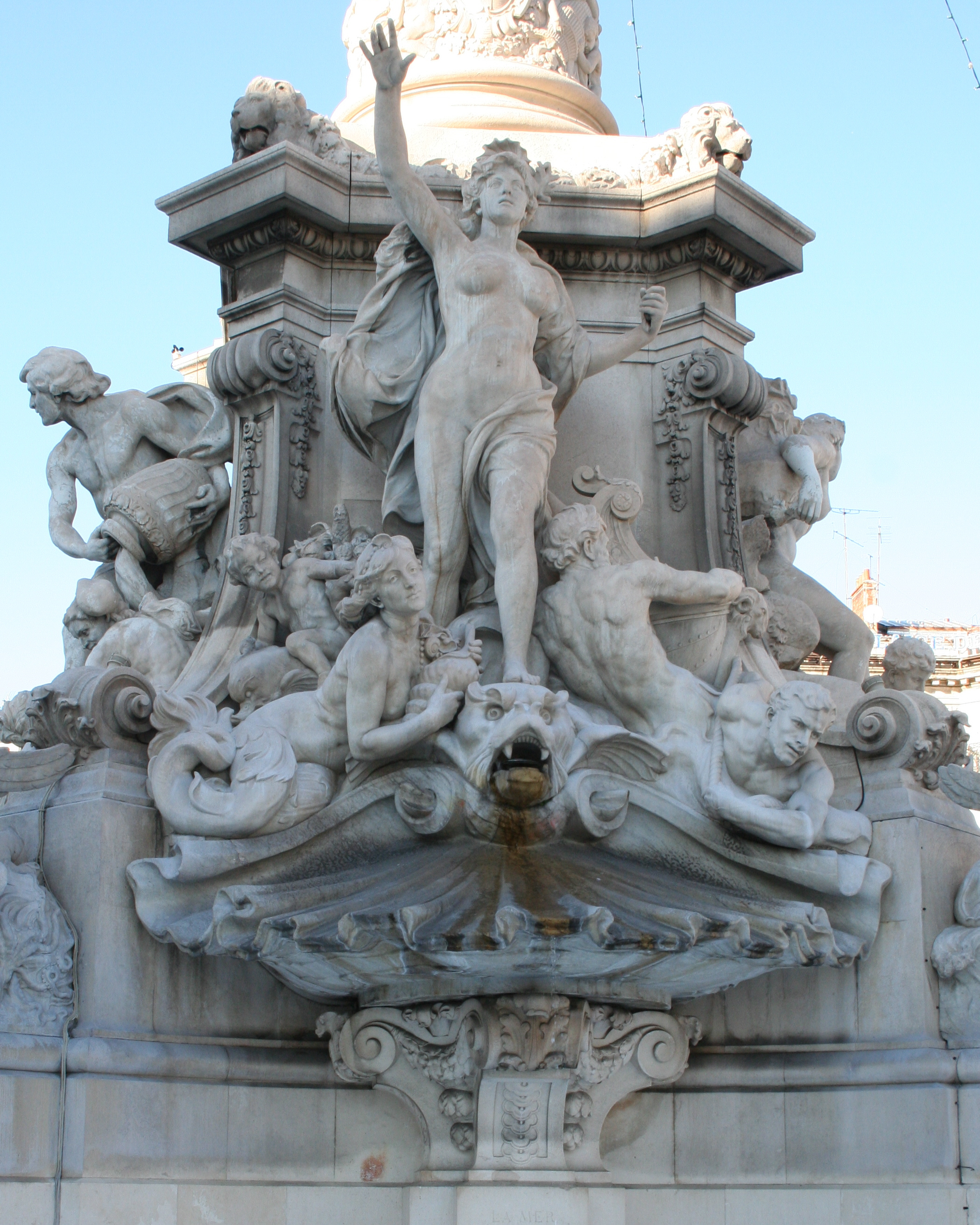
Mare